# Villedômer
Villedômer är en kommun i departementet Indre-et-Loire i regionen Centre-Val de Loire i de centrala delarna av Frankrike. Kommunen ligger i kantonen Château-Renault som tillhör arrondissementet Tours. År 2022 hade Villedômer 1 299 invånare.

## Befolkningsutveckling
Antalet invånare i kommunen Villedômer
Referens:INSEE